# ママコノシリヌグイ
ママコノシリヌグイ（継子の尻拭い、学名: Persicaria senticosa）は、タデ科イヌタデ属（またはタデ属）の1年草。トゲソバ（棘蕎麦）の別名がある。
和名は、この草の棘だらけの茎や葉から、憎い継子の尻をこの草で拭くという想像から来ている。韓国では「嫁の尻拭き草」と呼ばれる。漢名は刺蓼（シリョウ）。

## 特徴
他の草木などに寄りかかりながら蔓性の枝を伸ばし、よく分岐して、しばしば藪状になる。蔓の長さは1-2m。茎は赤みを帯びた部分が多く、四稜があり、稜に沿って逆向きの鋭い棘が並んでいる。
柄のある三角形の葉が互生し、さらに茎を托葉が囲む。葉柄と葉の裏にも棘がある。
5-10月ごろ、枝先に10個ほどの花が集まって咲く。花弁に見えるのは萼片で深く５裂し、花被の基部が白色で、先端が桃色。花後には黒色の痩果がつく。

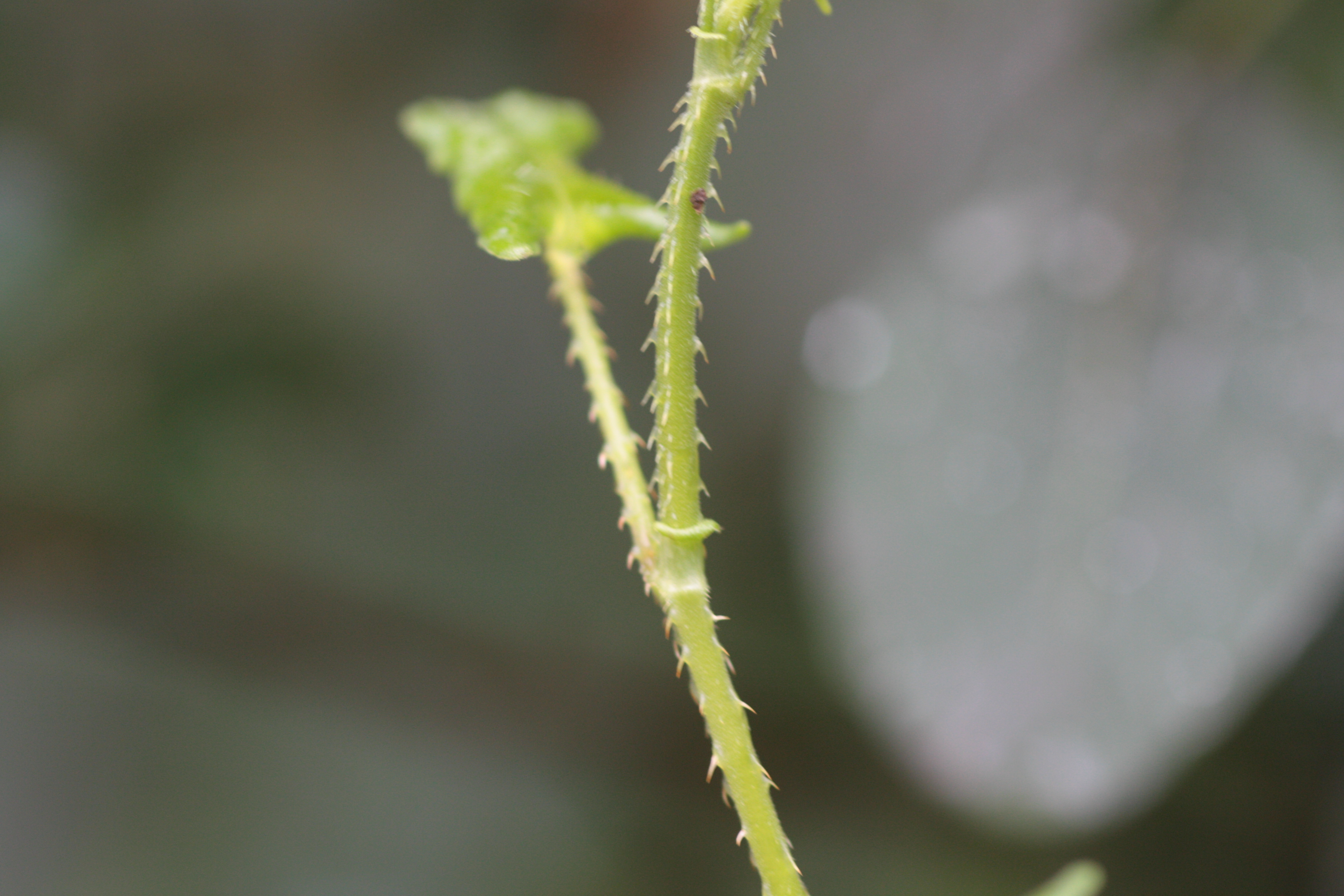
茎
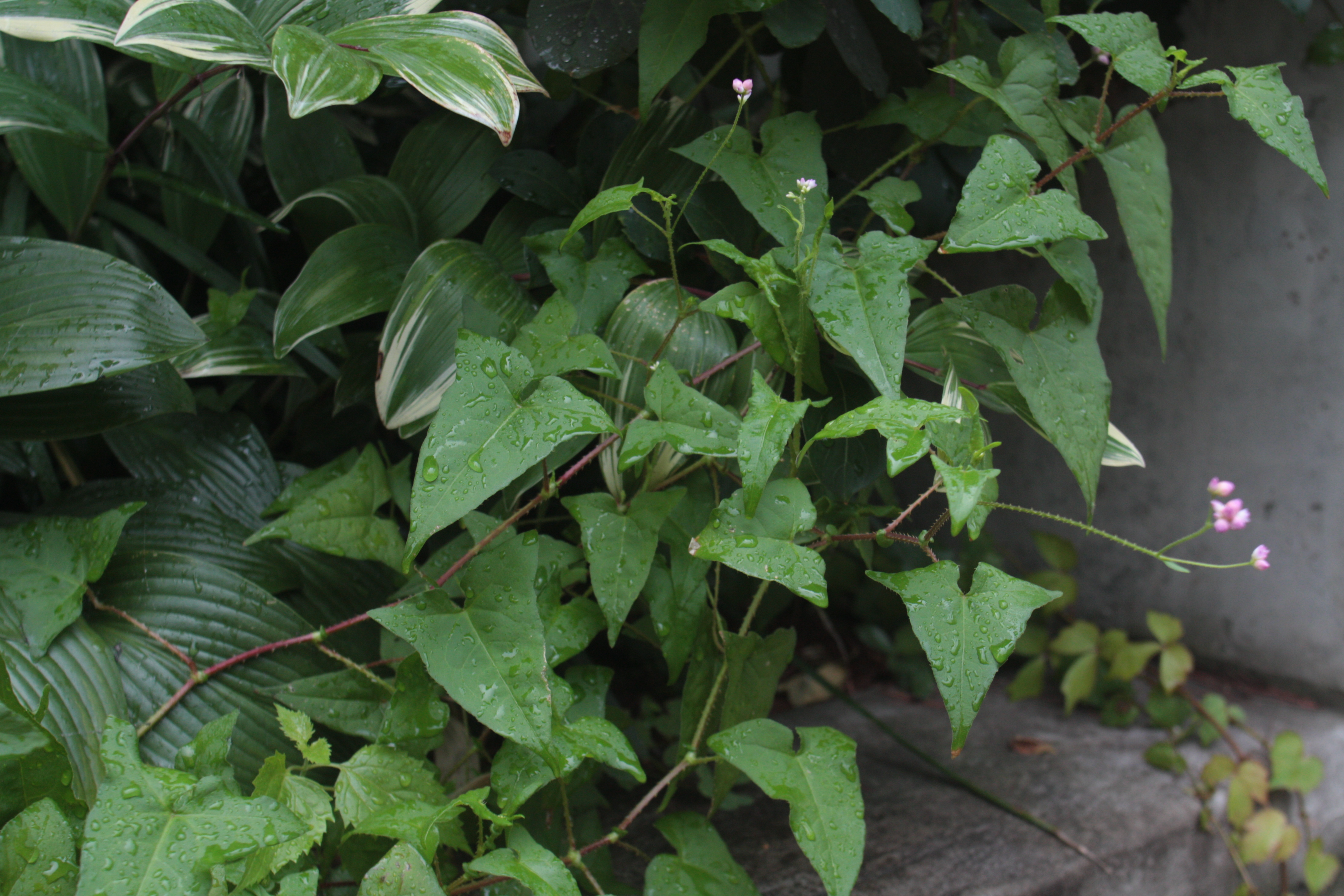
葉
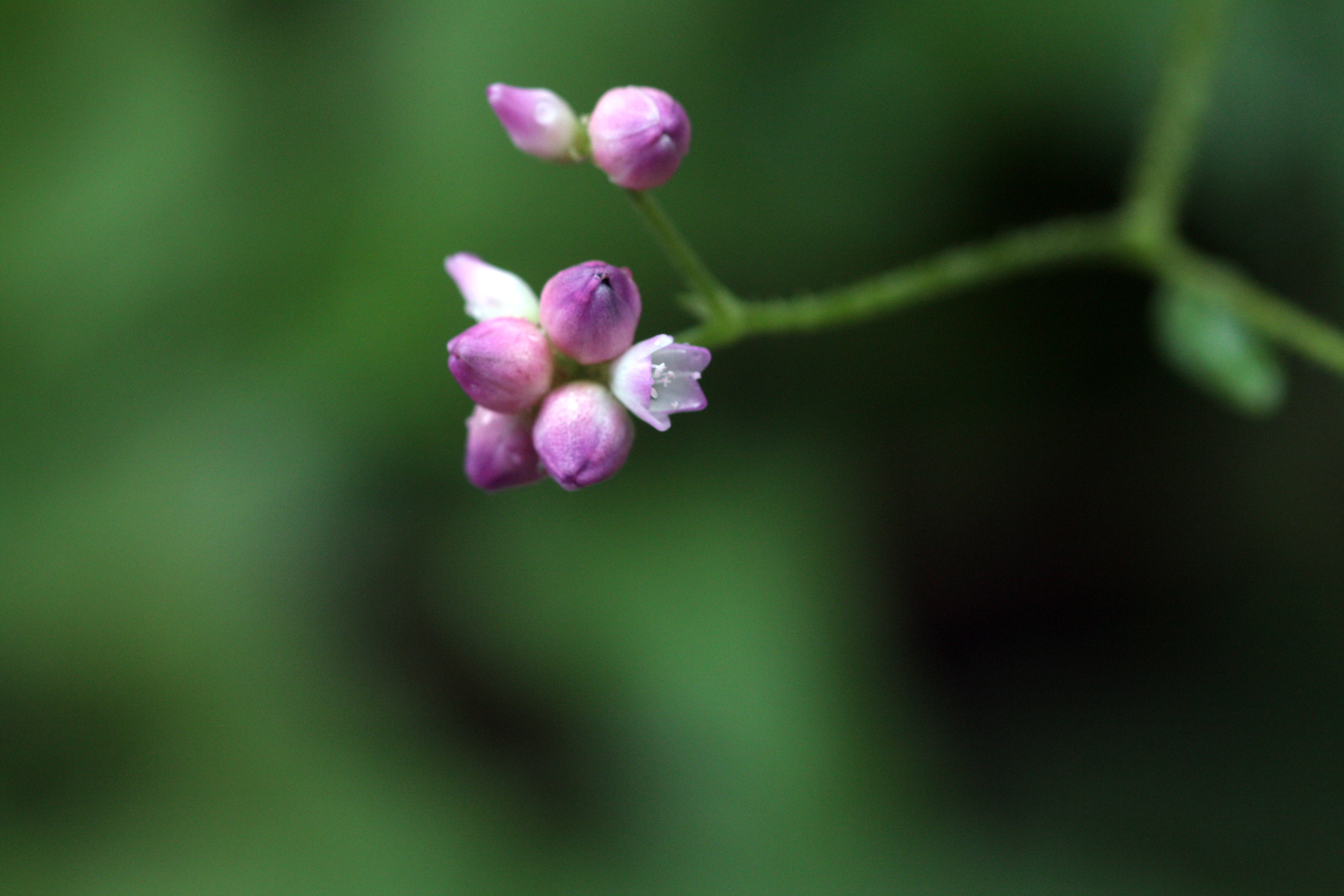
花

## 分布・生育地
東アジアの中国、朝鮮半島から日本の全土に分布する。
やや湿り気のある林縁や道端などに生える。